# Daniel Rucks
Daniel Rucks (Montevideo, Uruguay, 17 de julio de 1962) es un presentador de televisión, productor, cantante y compositor salvadoreño de origen uruguayo.

## Inicios
Tras su formación primaria en su natal Montevideo al tiempo que cursaba sus estudios de bachillerato, a la edad de catorce años comienza a trabajar en una agencia de publicidad como asistente y tiempo después comienza a grabar comerciales de Televisión en su país, a la edad de dieciséis años decide probar suerte en el extranjero, iniciándose en el mundo de las comunicaciones en Honduras a mediados de 1977.
A finales de la década de los 70 se le da la oportunidad de entrar como locutor a la Radio Femenina de El Salvador, en un inicio entró a cubrir horas de otros locutores, pero tiempo después, fue ganando campo a tal punto de tener un programa estelar en la radio llamado “Las 7 Lunas”.

## Carrera en Televisión y Radio
En la década de 1980, Boris Eserski presidente de la cadena TCS, le da la oportunidad de entrar a la empresa, esto como traductor de eventos como Miss Universo y los Premios Óscar, entre otros.
En mayo de 1987 sale al aire con el programa Domingo para Todos, tal fue el éxito de dicho programa que llegó a durar hasta seis horas y media. Al mismo tiempo, se vuelve tan envolvente su presencia en diversas áreas laborales, que abarca áreas de producción en TCS tan importantes como programas de Lotería Nacional (Teleloteria, Cash), áreas de promociones y relaciones internacionales de TCS con Televisa, Protele (Miami) y producción del programa "Plop" en Canal 6.
En radio, funda junto al productor salvadoreño Charlie Renderos, VOX FM en 1996 y Cool Fm en 2001, ambas quedan en administración de amigos empresarios y siguen funcionando hasta la fecha. En el año 2000 y tras 14 años de transmisión ininterrumpida, Daniel Rucks deja el programa dominical y toma las riendas del mismo el presentador Máx González.
En julio del 2004 Daniel Rucks, vuelve a las pantallas de TCS con el programa Viva la Mañana junto a sus colegas Luciana Sandoval, Francisco González, María Fernanda Badillo. María Elisa Parker y Leandro Sánchez. También fue presentador del programa Trato Hecho, trasmitido desde 2011 hasta 2015 por Canal 4 de Telecorporación Salvadoreña.
El 8 de enero de 2017, Rucks regresa a Domingo para todos, a causa del juicio y posterior condena de Máx González, en lo que sería la tercera etapa del programa.
El 26 de diciembre de 2021 Daniel anuncia el fin del programa Domingo para todos después de 34 años al aire debido a los patrocinadores y los Ratings de espectadores que puso terminar a causa del  Covid-19.
El 4 de enero de 2022 Fue presentado como nuevo comentarista y panelista en el programa deportivo en el programa LA POLEMICA y comentarista de programa deportivo por parte de TCS canal 4.

## Proyectos personales
Durante algún tiempo Rucks se retira de la pantalla chica para dedicarse a un proyecto propio de televisión llamado Azul Producciones, el cual existe desde 1998; pero tras varios años de ausencia en la televisión salvadoreña retornó como uno de los presentadores de Viva la mañana El Salvador en Telecorporación Salvadoreña (TCS).
El proyecto de Azul Producciones surgió como un ente de producción a raíz del programa Domingo para Todos (que fue creado, producido y conducido por Rucks) y la necesidad de registrar sus derechos para su difusión pública y comercialización. También funcionó para apadrinar producciones musicales de Rucks Parker y otros artistas.
Hasta la fecha dicha Producción audiovisuales trabaja en cuatro países -El Salvador, Honduras y Guatemala- y a partir del 2008 la visión se enfoca en trabajar para la costa oeste de Estados Unidos.

## Dúo Rucks y Parker
Rucks también es un cantante muy talentoso de música del género romántico muy conocido en muchas partes de América e incluso en España, empezó a estudiar música a la edad de ocho años. Fue concertista de guitarra clásica a los 11 años, se graduó en El Salvador con Germán Cáceres de profesor de música y composición musical a los 18 años.
En 1990 su amigo y también cantante Gerardo Parker lo invita a unirse para grabar un disco el cual tuvo un gran éxito. Él como compositor y Parker como cantante deciden formar el dueto que denominaron Rucks Parker. A Bienvenidos a mi Circo (el disco con el que iniciaron) le fue seguido por cuatro más: Clorofila, Una madrugada del siglo XX, Crónicas de Nomeacuerdo, y A manera de resumen, para el año de 1992 lanzan sus éxitos más sonados de toda su carrera musical: "Como quisiera que no existieras" (esta es a su vez la canción con la que el dueto logró ser reconocido por muchos países de habla hispana), "Suena como Mozart", "Mermelada de tristeza", "3/4 de nada", "Telarañas en la mente", "La máquina de hacer pájaros", "Me llega más tu Mamá" y "Mi bestia interior".
Si bien el dueto no desapareció formalmente, los mismos deciden poner fin al proyecto en 1997, a pesar de ello, los mismos han accedido a tocar juntos en conciertos eventuales, esto en el 2001, 2004, 2008 y el último en 2016 desde entonces no ha hubo apariciones públicas del dúo.
'Daniel Rucks y Gerardo Parker volvieron a juntar sus talentos en El Salvador el 12 de agosto de 2023 con una presentacion en el Hotel real Intercontinental con un lleno total , fueron recibidos con gran alegria y nostalgia.'
Desde 2011 hasta el 8 de febrero de 2019 ambos trabajaron juntos como presentadores de la revista matutina Viva La Mañana transmitida en la cadena TCS.
Mientras tanto, Daniel continúa con su labor de compositor con temas para solistas como Henry Mejía ("La balada del deportado"), y grupos tales como Alfredo José y la Colección ("Al descenso") y Friguey ("La cumbia intelectual").

## Vida personal
Daniel Rucks tienen tres hijos.